# Ala Moana
Ala Moana è un quartiere di Honolulu, nella contea omonima dello stato delle Hawaii (Stati Uniti). Si trova sulla costa sud dell'isola di Oahu.
Il quartiere è compreso tra le zone di Waikiki and Moiliili a est e le zone di Kakaʻako e il porto di Honolulu a ovest, mentre King Street segna il confine con il quartiere di Makiki a nord. Il nome Ala Moana significa, in hawaiiano, percorso verso il mare.
Le strade principali che attraversano Ala Moana sono Ala Moana Boulevard e Kapiʻolani Boulevard. Il centro del quartiere è rappresentato dall'Ala Moana Center, aperto il 13 agosto 1959, il quale un tempo era il centro commerciale più grande degli Stati Uniti ma che oggi rimane comunque il centro commerciale all'aperto più grande al mondo. L'Ala Moana Center è inoltre un importante interscambio per numerose linee di bus del trasporto pubblico locale.